# 布萊克富特 (蒙大拿州)
布萊克富特（英語：Blackfoot）是位於美國蒙大拿州冰川縣的普查規定居民點。

## 歷史
布萊克富特的郵局於1908年設立，其後於1982年停運。

## 人口
根據2020年美國人口普查的數據，布萊克富特的面積為0.88平方千米，皆為陸地。當地共有人口109人，而人口密度為每平方千米123.86人。